# Giuliano Fontana
Giuliano Fontana (Zugliano, 3 gennaio 1948) è un ex ciclista su strada italiano, professionista nel 1973 nelle squadre Brooklyn e G.B.C.

## Carriera
Penultimo di undici fratelli, nacque a Zugliano, in provincia di Vicenza, per poi trasferirsi nel 1952 con la famiglia ad Arcisate, in provincia di Varese. Iniziò la carriera da ciclista nel 1964, tra gli Esordienti, e fu attivo come Allievo nel 1969. Dal 1970 al 1972 gareggiò tra i Dilettanti vincendo più di venti corse, tra cui, nel 1970, una tappa del Piccolo Giro d'Italia e la Tre Valli Varesine Baby. Venne inoltre convocato nella nazionale di categoria, partecipando ai Campionati del mondo 1970 tenutisi a Leicester.
Diventò professionista nel 1973, nella lainatese Brooklyn, squadra capitanata dai belgi Roger De Vlaeminck e Patrick Sercu, disputando le Classiche monumento come loro gregario. Abbandonò la carriera ciclistica l'anno successivo.

## Palmarès
- 1970 (Dilettanti)

4ª tappa Piccolo Giro d'Italia (San Piero in Bagno > San Marino)

## Piazzamenti
- Milano-Sanremo

1973: 135°